# Tres Platges

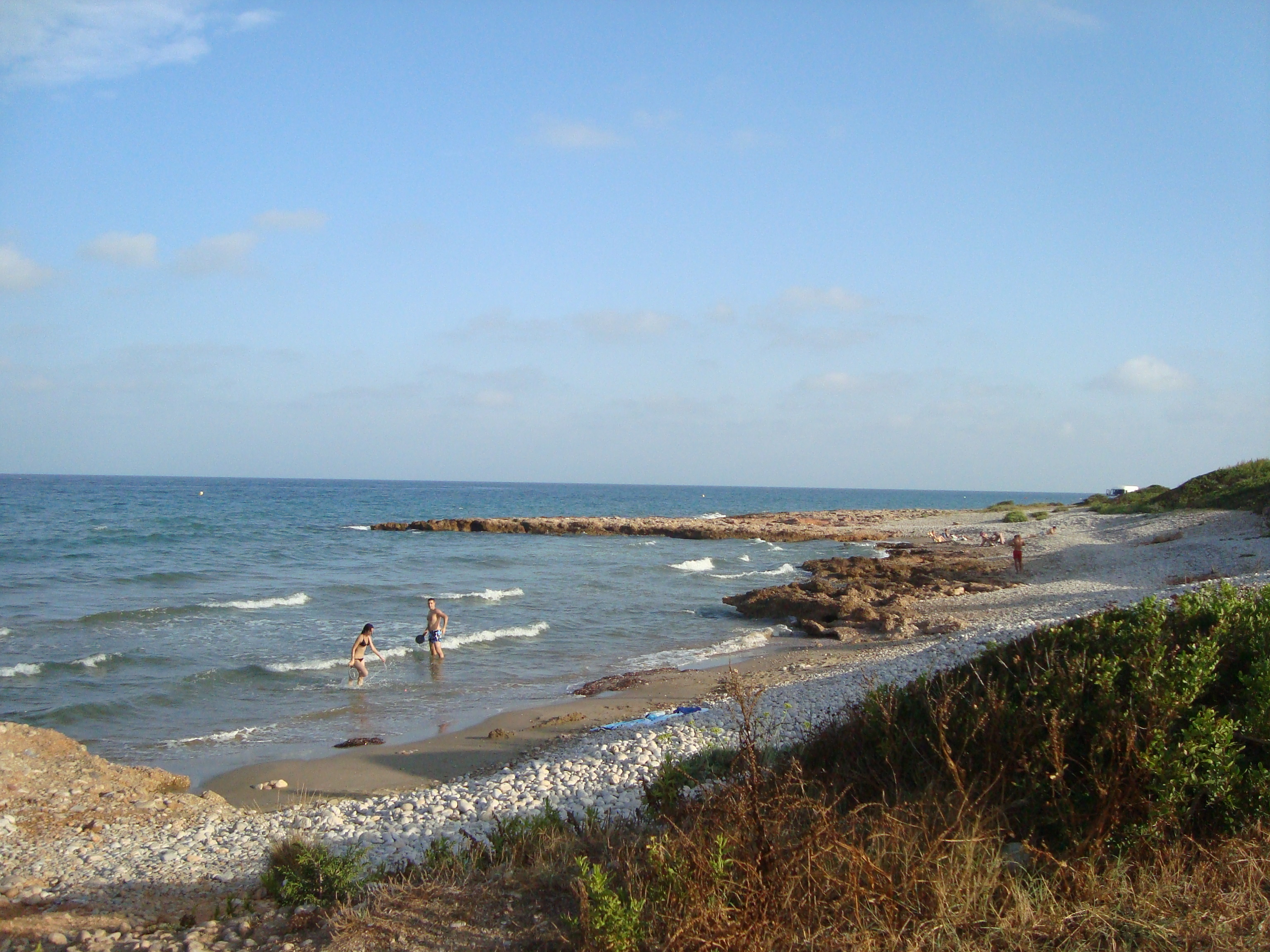
Tres Platges (Alcalà de Xivert)

Tres Platges est un ensemble de trois petites plages contiguës situées sur le territoire de la commune d'Alcalà de Xivert.
Ces plages ont pour limite au nord le roquer del Moro et au sud des rochers jusqu'à la plage de Manyetes. L'ensemble a une longueur de 150 m, une largeur de 15 m.
Ces plages sont bien abritées par des structures rocheuses qui les isolent de l'environnement et favorisent la pratique du nudisme.
Les plages sont situées dans un environnement semi-urbain (Alcossebre) et sont moyennement fréquentées.
Elles ont obtenu les certificats de qualité ISO 9001 et ISO 14001.